# Azuurbisschop
De azuurbisschop (Cyanocompsa parellina) is een zangvogel uit de familie Cardinalidae (kardinaalachtigen).

## Verspreiding en leefgebied
Deze soort telt vier ondersoorten:
- Cyanocompsa parellina beneplacita: noordoostelijk Mexico.
- Cyanocompsa parellina indigotica: westelijk en zuidwestelijk Mexico.
- Cyanocompsa parellina lucida: van noordoostelijk tot oostelijk Mexico.
- Cyanocompsa parellina parellina: van oostelijk en zuidoostelijk Mexico tot Nicaragua.